# Niederdorfelden
Niederdorfelden település Németországban, Hessen tartományban. Lakosainak száma 4289 fő (2023. december 31.). Niederdorfelden Bad Vilbel községgel határos.

## Népesség
A település népességének változása:
| Lakosok száma | 3930 | 3954 | 3901 | 4034 | 4289 |
|               | 2017 | 2019 | 2021 | 2022 | 2023 |